# Morti nel 1977/Gennaio
| Questa pagina contiene informazioni ricavate automaticamente dalle voci biografiche con l'ausilio del template Bio e di un bot. L'aggiornamento è periodico e automatico e ricostruisce completamente la pagina. Se manca una persona in questa lista, sei pregato di non aggiungerla, ma accertati piuttosto che la sua voce biografica contenga il template Bio e che i dati anagrafici siano correttamente compilati. Se il template Bio manca, inseriscilo tu stesso o, in alternativa, metti l'avviso {{tmp\|Bio}} che ne segnala la mancanza. Se i dati riportati sono sbagliati, correggi direttamente la voce biografica; le modifiche saranno visibili in questa lista entro pochi giorni. Per chiarimenti vedi il progetto biografie. La lista contiene solo le 108 persone che sono citate nell'enciclopedia e per le quali è stato implementato correttamente il template Bio. Pagina aggiornata al 3 mar 2024. |

- 1º gennaio - Hamilton MacFadden, regista, attore e sceneggiatore statunitense (n. 1901)
- 2 gennaio - Renée Chemet, violinista francese (n. 1887)
- 2 gennaio - Pete Cross, cestista statunitense (n. 1948)
- 2 gennaio - Erroll Garner, pianista statunitense (n. 1921)
- 2 gennaio - Dilermando Reis, chitarrista, compositore e insegnante brasiliano (n. 1916)
- 3 gennaio - Tom Gries, regista, sceneggiatore e produttore cinematografico statunitense (n. 1922)
- 4 gennaio - Margherita di Svezia, principessa svedese (n. 1899)
- 4 gennaio - Ibrahim Biçakçiu, politico albanese (n. 1905)
- 4 gennaio - Achille Campanile, scrittore e drammaturgo italiano (n. 1899)
- 4 gennaio - Giorgio Alessandro Conighi, ingegnere e vigile del fuoco italiano (n. 1892)
- 4 gennaio - Edvard Huupponen, lottatore finlandese (n. 1898)
- 4 gennaio - Sigfrid Lindberg, calciatore svedese (n. 1897)
- 4 gennaio - Karel Vladimir Truhlar, teologo, poeta e gesuita sloveno (n. 1912)
- 6 gennaio - Maria Teresa Cau, cantautrice italiana (n. 1944)
- 6 gennaio - Niall MacGinnis, attore irlandese (n. 1913)
- 6 gennaio - Franco Pisano, compositore, direttore d'orchestra e chitarrista italiano (n. 1922)
- 6 gennaio - Luigi Davide Roveda, calciatore italiano (n. 1900)
- 6 gennaio - Gerda Walther, filosofa e parapsicologa tedesca (n. 1897)
- 7 gennaio - Janus Braspennincx, pistard olandese (n. 1903)
- 7 gennaio - Ennio Iacobucci, fotoreporter italiano (n. 1940)
- 7 gennaio - Remigio Paone, regista teatrale, produttore teatrale e direttore teatrale italiano (n. 1899)
- 8 gennaio - Angelo Carboni, avvocato e politico italiano (n. 1891)
- 8 gennaio - Lando Ferretti, politico, giornalista e dirigente sportivo italiano (n. 1895)
- 8 gennaio - Charles Frend, regista e montatore britannico (n. 1909)
- 8 gennaio - Horst von Mellenthin, generale tedesco (n. 1898)
- 8 gennaio - Aldo Rossini, politico italiano (n. 1888)
- 9 gennaio - Letizia Quaranta, attrice italiana (n. 1892)
- 10 gennaio - Cristina Campo, scrittrice, poetessa e traduttrice italiana (n. 1923)
- 10 gennaio - Nino Lamboglia, archeologo italiano (n. 1912)
- 10 gennaio - Ernest Archibald McNab, militare e aviatore canadese (n. 1906)
- 10 gennaio - Julius Stern, produttore cinematografico tedesco (n. 1886)
- 10 gennaio - Günther Stoll, attore tedesco (n. 1924)
- 10 gennaio - Jean Taris, nuotatore francese (n. 1909)
- 11 gennaio - Elio Talarico, medico, scrittore e drammaturgo italiano (n. 1907)
- 12 gennaio - Henri-Georges Clouzot, regista, sceneggiatore e produttore cinematografico francese (n. 1907)
- 12 gennaio - Carlo Dalla Zorza, pittore e incisore italiano (n. 1903)
- 13 gennaio - Henri Langlois, archivista, restauratore e critico cinematografico francese (n. 1914)
- 13 gennaio - Bruno Rizzi, politico italiano (n. 1901)
- 13 gennaio - Anthony Santasiere, scacchista statunitense (n. 1904)
- 13 gennaio - Antonio Vila-Coro, pallanuotista spagnolo (n. 1895)
- 14 gennaio - Luigi Asti, allenatore di calcio e calciatore italiano (n. 1922)
- 14 gennaio - Johnny Bianco, cestista, giocatore di baseball e allenatore di pallacanestro statunitense (n. 1920)
- 14 gennaio - Anthony Eden, politico, militare e nobile britannico (n. 1897)
- 14 gennaio - Peter Finch, attore australiano (n. 1916)
- 14 gennaio - Anaïs Nin, scrittrice statunitense (n. 1903)
- 15 gennaio - Hans Alser, tennistavolista svedese (n. 1942)
- 15 gennaio - Giuseppe Caronia, politico e pediatra italiano (n. 1884)
- 15 gennaio - Giulio Alfredo Maccacaro, medico, biologo e partigiano italiano (n. 1924)
- 15 gennaio - Gustaf Mattsson, mezzofondista e siepista svedese (n. 1893)
- 15 gennaio - Primo Savani, avvocato, politico e partigiano italiano (n. 1897)
- 17 gennaio - Maria Antonietta Avanzo, pilota automobilistica italiana (n. 1889)
- 17 gennaio - Gary Gilmore, criminale statunitense (n. 1940)
- 17 gennaio - Earl Girard, giocatore di football americano statunitense (n. 1927)
- 17 gennaio - Dougal Haston, alpinista britannico (n. 1940)
- 17 gennaio - Rolf Schott, storico dell'arte e scrittore tedesco (n. 1891)
- 18 gennaio - Džemal Bijedić, politico jugoslavo (n. 1917)
- 18 gennaio - Leo Close, religioso e atleta paralimpico irlandese (n. 1934)
- 18 gennaio - Libero D'Orsi, archeologo italiano (n. 1888)
- 18 gennaio - Waldemar Klingelhöfer, militare tedesco (n. 1900)
- 18 gennaio - Leopold Nitsch, allenatore di calcio e calciatore austriaco (n. 1897)
- 18 gennaio - Yvonne Printemps, cantante e attrice francese (n. 1894)
- 18 gennaio - Luciano Re Cecconi, calciatore italiano (n. 1948)
- 18 gennaio - Pippi Starace, pittore italiano (n. 1904)
- 18 gennaio - Carl Zuckmayer, scrittore, drammaturgo e sceneggiatore tedesco (n. 1896)
- 19 gennaio - Edita Broglio, pittrice lettone (n. 1886)
- 19 gennaio - Émile Gilioli, scultore francese (n. 1911)
- 19 gennaio - Cesare Rosasco, militare italiano (n. 1892)
- 20 gennaio - Francesco Fabbri, politico italiano (n. 1921)
- 20 gennaio - Dimitrios Kiousopoulos, magistrato greco (n. 1892)
- 20 gennaio - David Shaw, calciatore e allenatore di calcio scozzese (n. 1917)
- 20 gennaio - Giustino Valmarana, politico italiano (n. 1898)
- 21 gennaio - Aldemar, calciatore brasiliano (n. 1931)
- 21 gennaio - Armando La Rosa Parodi, direttore d'orchestra italiano (n. 1904)
- 21 gennaio - Benjamin Travis Laney, politico statunitense (n. 1896)
- 21 gennaio - Karel Mauser, poeta e scrittore sloveno (n. 1918)
- 21 gennaio - Sandro Penna, poeta italiano (n. 1906)
- 22 gennaio - Franco Costa, arcivescovo cattolico italiano (n. 1904)
- 22 gennaio - Vilém Gajdušek, ottico ceco (n. 1895)
- 22 gennaio - Maysa, cantante, cantautrice e attrice brasiliana (n. 1936)
- 22 gennaio - Pascual Pérez, pugile argentino (n. 1926)
- 22 gennaio - Johannes Terwogt, canottiere olandese (n. 1878)
- 22 gennaio - Guglielmo Ulrich, architetto e designer italiano (n. 1904)
- 22 gennaio - Heinrich Weber, calciatore tedesco (n. 1900)
- 23 gennaio - Giuseppe Basile, politico e avvocato italiano (n. 1886)
- 23 gennaio - Mario Giorgini, ammiraglio italiano (n. 1900)
- 23 gennaio - György Molnár, calciatore ungherese (n. 1901)
- 24 gennaio - Giovanni Cervi, ciclista su strada italiano (n. 1886)
- 24 gennaio - Marc Detton, canottiere francese (n. 1901)
- 25 gennaio - Edward Small, produttore cinematografico statunitense (n. 1891)
- 26 gennaio - Filopimin Finos, produttore cinematografico greco (n. 1908)
- 26 gennaio - Margaret Hayes, attrice statunitense (n. 1913)
- 26 gennaio - Dietrich von Hildebrand, teologo e filosofo tedesco (n. 1889)
- 27 gennaio - Walter Baldwin, attore statunitense (n. 1889)
- 27 gennaio - Richard X. Slattery, attore statunitense (n. 1925)
- 27 gennaio - Alessandro Zenatello, pittore italiano (n. 1891)
- 28 gennaio - Burt Mustin, attore statunitense (n. 1884)
- 28 gennaio - Pasquale Pasquini, biologo e zoologo italiano (n. 1901)
- 28 gennaio - Benito Quinquela Martín, pittore argentino (n. 1890)
- 29 gennaio - Bob Brown, fumettista statunitense (n. 1915)
- 29 gennaio - Eugenio Bussa, presbitero italiano (n. 1904)
- 29 gennaio - José Naya, calciatore uruguaiano (n. 1896)
- 29 gennaio - Freddie Prinze, comico e attore statunitense (n. 1954)
- 30 gennaio - Salvatore Matarrese, imprenditore e dirigente d'azienda italiano (n. 1908)
- 30 gennaio - Vicente Merino Bielich, politico cileno (n. 1889)
- 30 gennaio - Renato Tozzi Condivi, politico e avvocato italiano (n. 1902)
- 31 gennaio - Daniel Mainwaring, scrittore e sceneggiatore statunitense (n. 1902)
- 31 gennaio - Giacomo Palombella, arcivescovo cattolico italiano (n. 1898)
- 31 gennaio - Adriano Zanaga, ciclista su strada italiano (n. 1896)